# Fire!
Fire! er en britisk stumfilm fra 1901 af James Williamson.